# Abtei Saint-Fuscien

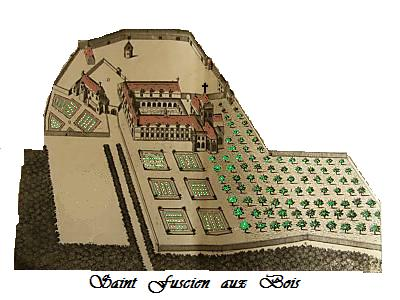
Die Abtei nach dem Monasticon gallicanum (1869)

Die Abtei Saint-Fuscien ist eine gegen Ende des 6. Jahrhunderts gegründete Benediktinerabtei in der Gemeinde Saint-Fuscien südlich von Amiens in der Picardie. Sie ist seit 1988 als Monument historique eingetragen (Base Mérimée PA00116240).

## Geschichte
Nach der Überlieferung wurde das Kloster vom König Chilperich I. oder der Königin Fredegunde am Ort des Martyriums des im Jahr 303 unter der Herrschaft des Kaisers Maximian getöteten heiligen Fuscien (Fuscianus) errichtet. Zur Zeit der Normanneninvasionen wurde es 859 zerstört, aber 880 wieder aufgebaut. Nach erneuter Zerstörung 925 lag es für zwei Jahrhunderte in Ruinen. Unter dem Grafen von Amiens Enguerrand I. de Coucy wurde es wieder errichtet und mit Benediktinermönchen besetzt. Als erster Benediktinerabt wird Odolric genannt. Anfang des 13. Jahrhunderts leitete Barthélemy die Abtei, der als Reclus de Molliens literarisch tätig war. 1533 fiel die Abtei in Kommende. 1648 wurde die Reform der Mauriner eingeführt. Im 18. Jahrhundert erfolgte der Niedergang. Während der Französischen Revolution wurde die Abtei 1790 aufgelöst, zum Nationalgut erklärt und verkauft. Die Kirche und ein Teil der Konventsgebäude wurden abgebrochen. In einer alten Grangie wurde eine Kapelle eingerichtet. Auch wurde eine Schule der Brüder des heiligen Joseph eingerichtet, die bis 1888 bestand.

## Bauten

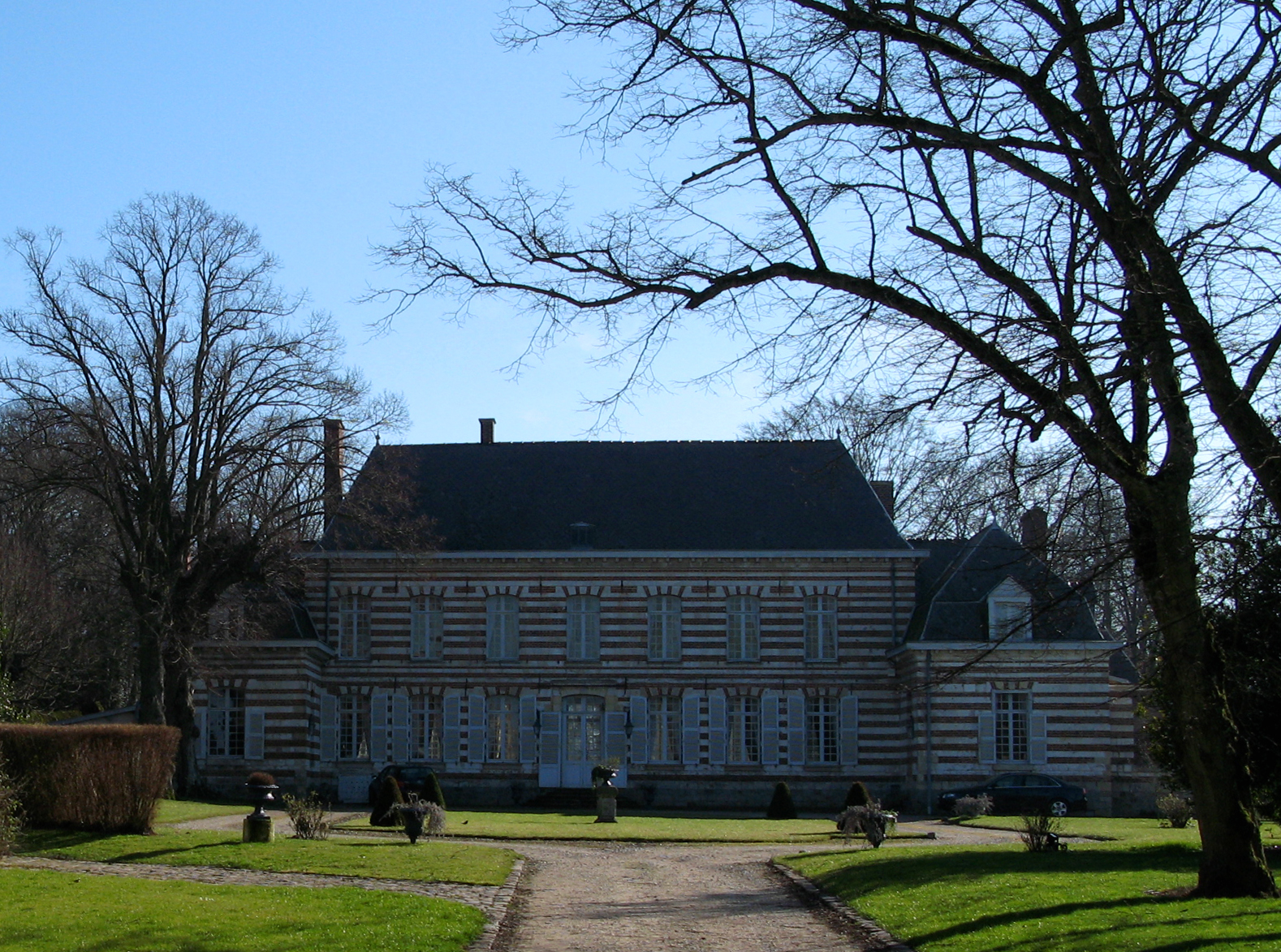
Ehemaliges Abtsgebäude

Das heutige Schloss von Saint-Fuscien ist das unter den Maurinern restaurierte Abtsgebäude. Außer ihm hat sich noch ein Pavillon erhalten. In Amiens wird ein Psalter aus dem 13. Jahrhundert aufbewahrt.